# 罗德尼·帕蒂森
罗德尼·帕蒂森（英語：Rodney Pattisson，1943年8月5日—），英国男子帆船运动员。他曾代表英国参加1968年、1972年和1976年夏季奥林匹克运动会帆船比赛，获得二枚金牌和一枚银牌。